# Isidoro de Hoyos y Rubín de Celis
Isidoro de Hoyos Rubín de Celis y Laso de la Vega (Boquerizo, 1793-Madrid, 1875) fue un militar y político español.

## Biografía
Hijo de Bernabé Alonso de Hoyos, teniente coronel de Infantería y caballero maestrante de la Real. Cuando cursaba su tercer año de Filosofía en Oviedo, se produjo la invasión de las tropas napoleónicas. Participó como voluntario en la Guerra de la Independencia, a las órdenes del general Ballesteros, durante la invasión francesa. De condición liberal, apoyó el restablecimiento de la Constitución gaditana al regreso de Fernando VII y el gobierno progresista de 1820.
La reacción absolutista de 1823 le enfrentó al ejército de los Cien Mil Hijos de San Luis, siendo hecho prisionero por un breve período. Con la muerte de Fernando VII se posicionó junto con la regente María Cristina de Borbón frente al pretendiente al trono don Carlos en apoyo de la futura reina Isabel II, combatiendo en el bando cristino durante la guerra carlista llegando al grado de general y recibiendo el título de vizconde de la Manzanera.
En 1843, durante la regencia de Baldomero Espartero, fue elegido senador por Asturias y nombrado ministro de la Guerra, cargo que abandonó con la llegada de los moderados y la caída del regente. No obstante, se afilió más tarde a la Unión Liberal creada por Leopoldo O'Donnell y adquirió la condición de senador vitalicio en 1858. Participó en la represión de la sublevación de Villarejo de Salvanés, mérito por el cual se le concedió el título de marqués de Hoyos el 6 de julio de 1866, con Grandeza de España. El título de marqués de Zornoza fue concedido por Isabel II el 14 de septiembre de 1857.
Caballero Gran Cruz de las Órdenes de Carlos III, San Hermenegildo e Isabel la Católica.
Capitán general de varias provincias, director general de Infantería y de la Guardia Civil (1858-1863) y director-comandante general del Real Cuerpo de Alabarderos (1875).
Falleció el 3 de septiembre de 1875 en su casa de la calle Pizarro, 15 de Madrid, siendo enterrado tres días después (el día 6) con grandes honores en el Cementerio de San Isidro.